# Калініченко Ілля Якович
Ілля Якович Калініченко (25 лютого 1931, станція Лозова, тепер Харківської області — 28 серпня 1997, місто Москва) — радянський військовий діяч, начальник військ Червонопрапорного Західного прикордонного округу КДБ СРСР. Депутат Верховної Ради УРСР 11-го скликання. Член ЦК КПУ в 1981—1986 р. Член Центральної контрольної комісії КПРС у 1990—1991 роках.

## Життєпис
У 1948 році закінчив Ташкентське Суворовське військове училище МВС СРСР, у 1950 році закінчив Московське прикордонне військове училище МВС.
З 1950 року служив у прикордонних військах МВС СРСР. У 1950—1953 роках — заступник начальника, начальник застави 19-го прикордонного загону Молдавського прикордонного округу МДБ СРСР.
Член КПРС з 1952 року.
У 1953—1957 роках — слухач Військового інституту МВС СРСР.
У 1957—1960 роках — старший офіцер штабу, начальник відділення штабу, комендант прикордонної комендатури, заступник начальника штабу 68-го прикордонного загону Туркестанського прикордонного округу КДБ СРСР. У 1960—1964 роках — начальник штабу — заступник начальника 67-го Кара-Калінського прикордонного загону Туркестанського прикордонного округу КДБ СРСР.
У 1964—1966 роках — начальник штабу — заступник начальника 22-го Нижньодністровського прикордонного загону, в 1966—1968 роках — начальник 22-го Нижньодністровського прикордонного загону Західного прикордонного округу КДБ СРСР.
У 1968—1970 роках — слухач Військової академії Генерального штабу Збройних Сил СРСР.
У 1970—1971 роках — заступник начальника штабу, заступник начальника відділу штабу Головного управління прикордонних військ КДБ СРСР.
У 1971—1976 роках — начальник штабу — 1-й заступник начальника військ Далекосхідного прикордонного округу КДБ СРСР.
У серпні 1976 — грудні 1980 року — начальник військ Прибалтійського прикордонного округу КДБ СРСР.
У грудні 1980 — червні 1985 року — начальник військ Червонопрапорного Західного прикордонного округу КДБ СРСР.
У липні 1985 — грудні 1989 року — начальник штабу — 1-й заступник начальника Головного управління прикордонних військ КДБ СРСР.
28 грудня 1989 — 22 жовтня 1991 року — начальник Головного управління прикордонних військ КДБ СРСР — заступник голови КДБ СРСР, член колегії КДБ.
6 листопада — 26 грудня 1991 року — голова Комітету з охорони державного кордону СРСР — головнокомандувач Прикордонних військ СРСР.
30 грудня 1991 — 6 липня 1992 року — головнокомандувач Прикордонних військ Співдружності Незалежних Держав, голова Міждержавного комітету з охорони державного кордону.
16 грудня 1991 — 7 липня 1992 року — державний радник РРФСР з питань охорони кордону. У 1992 — серпні 1993 року — у розпорядженні Президента Російської Федерації.
З квітня 1993 року — у відставці.
З серпня 1993 року — радник командувача Прикордонними військами Російської Федерації, радник директора Федеральної пограничної служби Російської Федерації у Москві.

## Звання
- генерал-майор (23.05.1974)
- генерал-лейтенант (17.04.1980)
- генерал-полковник (20.04.1990)

## Нагороди
- орден Червоного Прапора
- орден Червоної Зірки (1980)
- орден За службу Батьківщині в Збройних Силах СРСР 2-го ст.
- орден За службу Батьківщині в Збройних Силах СРСР 3-го ст.
- медалі
- почесний співробітник КДБ УРСР